# Überetscher Bahn
Die Überetscher Bahn, auch Überetschbahn genannt, war eine elektrische Lokalbahn in Südtirol. Die Strecke zweigte in Sigmundskron von der Bahnstrecke Bozen–Meran ab und führte nach Kaltern. Eine kurze Zweigbahn führte von Kaltern zur Talstation der Mendelbahn in St. Anton (Mendel-Adhäsionsbahn).

## Geschichte
Die Lokalbahn wurde nach einer Bauzeit von zweieinhalb Jahren am 15. Dezember 1898 eröffnet, um Anschluss an das Überetsch zu gewähren. Die Konzession wurde im Reichsgesetzblatt 299/1897 veröffentlicht. Konzessionäre waren Andreas Freiherr Dipauli, Bürgermeister von Kaltern, sowie die Firma S. Schwarz und Söhne in Bozen.
Die Bahn erleichterte den Gütertransport, zudem erreichte der Fremdenverkehr die Orte besser. Im ersten Betriebsjahr dauerte eine Fahrt von Kaltern bis zum Bahnhof Bozen eine Stunde und eine Minute, in Gegenrichtung brauchte der schnellste Zug eine Stunde und acht Minuten. Den Betrieb führte bis 1918 die Südbahn-Gesellschaft.
Der Güterverkehr spielte auf der Überetscher Bahn von Anfang an eine wichtige Rolle. Transportiert wurden die lokalen Erzeugnisse Obst und Wein. Aufgrund der Weintransporte war die Bahn im Volksmund auch als „Lepsbahnl“ bekannt.
Im Jahr 1902 wurde durch Veröffentlichung im Reichsgesetzblatt 196/1902 die Konzession erweitert. Konzessionär war nun die Aktiengesellschaft Überetscher Bahn in Bozen. Konzessioniert war nunmehr auch der elektrische Betrieb.
Am 19. Oktober 1903 wurde die von Anfang an elektrisch betriebene Stichstrecke nach St. Anton zur Mendelbahn eröffnet. Dieser Streckenbau basierte auf einem Gutachten des Schweizer Bergbahnpioniers Emil Strub und stellte die erste elektrifizierte Bahn für Personenverkehr in Tirol dar.
Eine Besonderheit der Überetscher Bahn ist, dass sie nur wenige Jahre nach ihrer Erbauung im Jahr 1911 auf elektrischen Betrieb mit 1200 Volt Gleichspannung umgestellt wurde. Es gibt dazu in der österreichischen Eisenbahngeschichte nur wenige Parallelen. Die meisten elektrisch betriebenen Lokalbahnen waren dies seit ihrer Erbauung. Lediglich die Lokalbahn Hruschau–Polnisch-Ostrau sowie die Straßenbahn Oderberg in Schlesien wurden in den Jahren 1911 bzw. 1917 analog auf elektrischen Betrieb umgerüstet.
Die anschließende Mendel-Adhäsionsbahn wurde ebenfalls auf den Betrieb mit 1200 Volt umgestellt. Anfangs gab es jedoch massive Probleme mit Motorschäden, woraufhin zwei Monate lang wieder vollständig mit Dampf gefahren wurde.
Im Jahre 1913 wurde kurz nach der Abzweigung der Überetscher Bahn von der Strecke nach Meran auf Wunsch der umliegenden Bewohner die Haltestelle Kaiserau errichtet. 

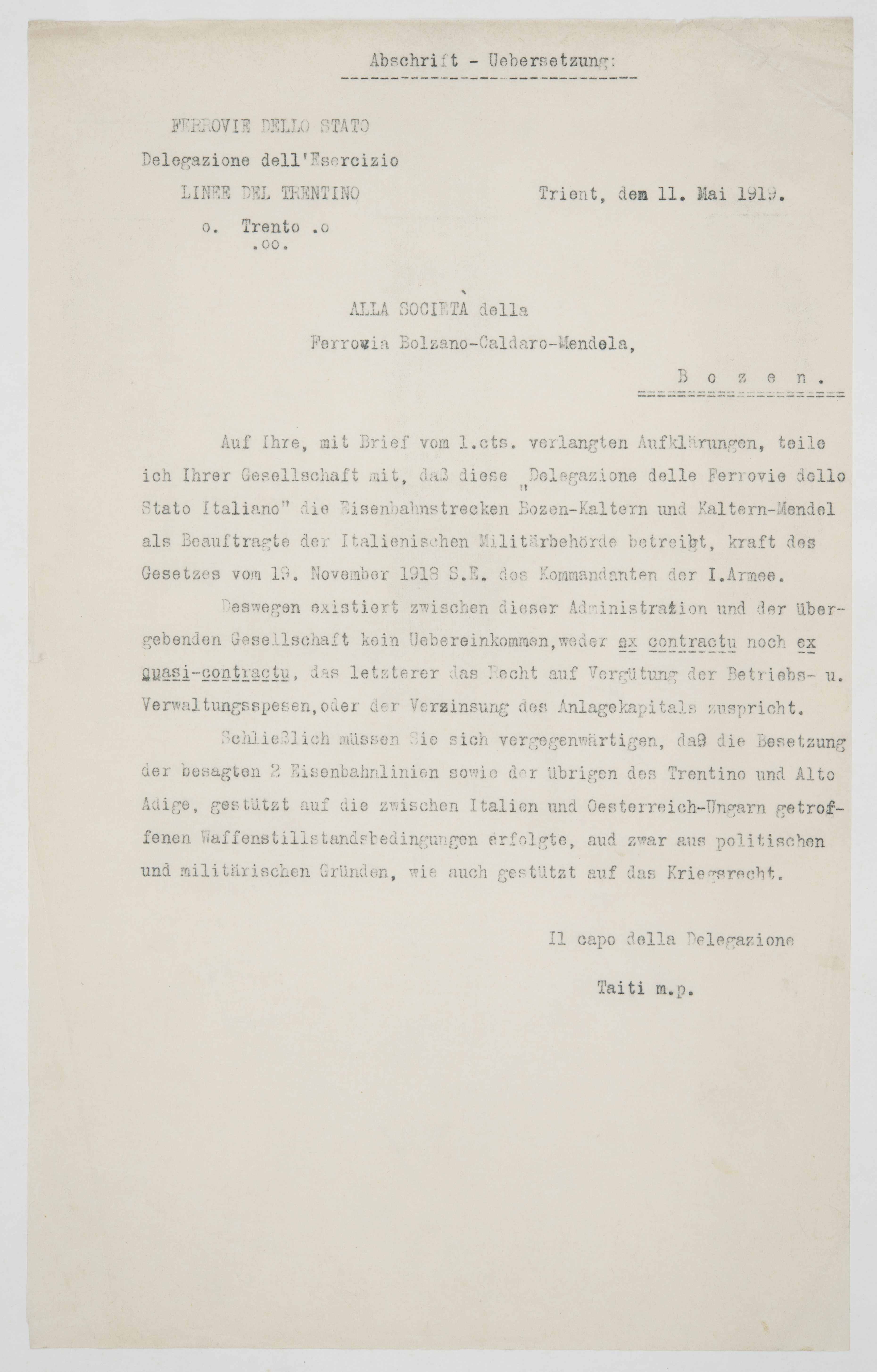
Schreiben der italienischen Staatsbahn vom 11. Mai 1919

Im Jahr 1919 wurde das Unternehmen unter italienische Verwaltung gestellt.
1935 wurde die Stromzufuhr auf der mitbenützten Strecke bis Sigmundskron auf den Betrieb mit seitlicher Stromschiene umgestellt.
Die Personenbeförderung endete am 1. August 1963, die Gesamtstilllegung erfolgte zum 1. Mai 1971.

## Elektrische Ausrüstung
Die Strecke der Überetscher- und Mendel-Adhäsionsbahn war mit einer einfachen Fahrleitung mit eisernen Auslegern an Lärchenholzmasten ausgerüstet, lediglich im Bereich der Péagestrecke mit der Bozen-Meraner-Bahn wurde eine Kettenfahrleitung angewendet. Die Bahn war elektrisch in vier Abschnitte gegliedert, Streckentrenner befanden sich an der Abzweigung von der Bozen-Meraner-Bahn sowie in den Bahnhöfen Eppan-Girlan, Kaltern und St. Anton. Ab 1935 erfolgte die Stromversorgung zwischen Bozen und Sigmundskron statt über eine Oberleitung mit einer seitlich verlaufenden Stromschiene, da die italienische Staatsbahn die Strecke nach Meran mit Dreiphasen-Wechselstromsystem ausrüstete.

## Streckenverlauf
Die Strecke zweigte beim Kilometer 4,171 der Strecke nach Meran nach links von dieser ab. Nach dem Abzweig und einer Eisenbrücke über die Etsch befand sich die Haltestelle „Sigmundskron-Überetsch“. Danach schmiegte sich die Bahn bei Frangart durch zwei kürzere Tunnels den Hang entlang, um schließlich auf die Hochebene zu gelangen. Die erste Haltestelle dort war in St. Pauls. Nach circa eineinhalb Kilometern befand sich der Bahnhof von Eppan-Girlan, kurz danach die Haltestelle Montiggl und schließlich der Endbahnhof Kaltern.
Kurz vor dem Bahnhof Kaltern mündete die 2,2 Kilometer lange Mendel-Adhäsionsbahn in die Strecke und stellte einen Anschluss zur Talstation der Mendel-Standseilbahn her. Die Streckenführung führte dazu, dass die Züge zuerst in den Bahnhof Kaltern einfuhren und nach dem Halt stürzen mussten, um anschließend bis St. Anton weiterzufahren.

## Fahrbetriebsmittel

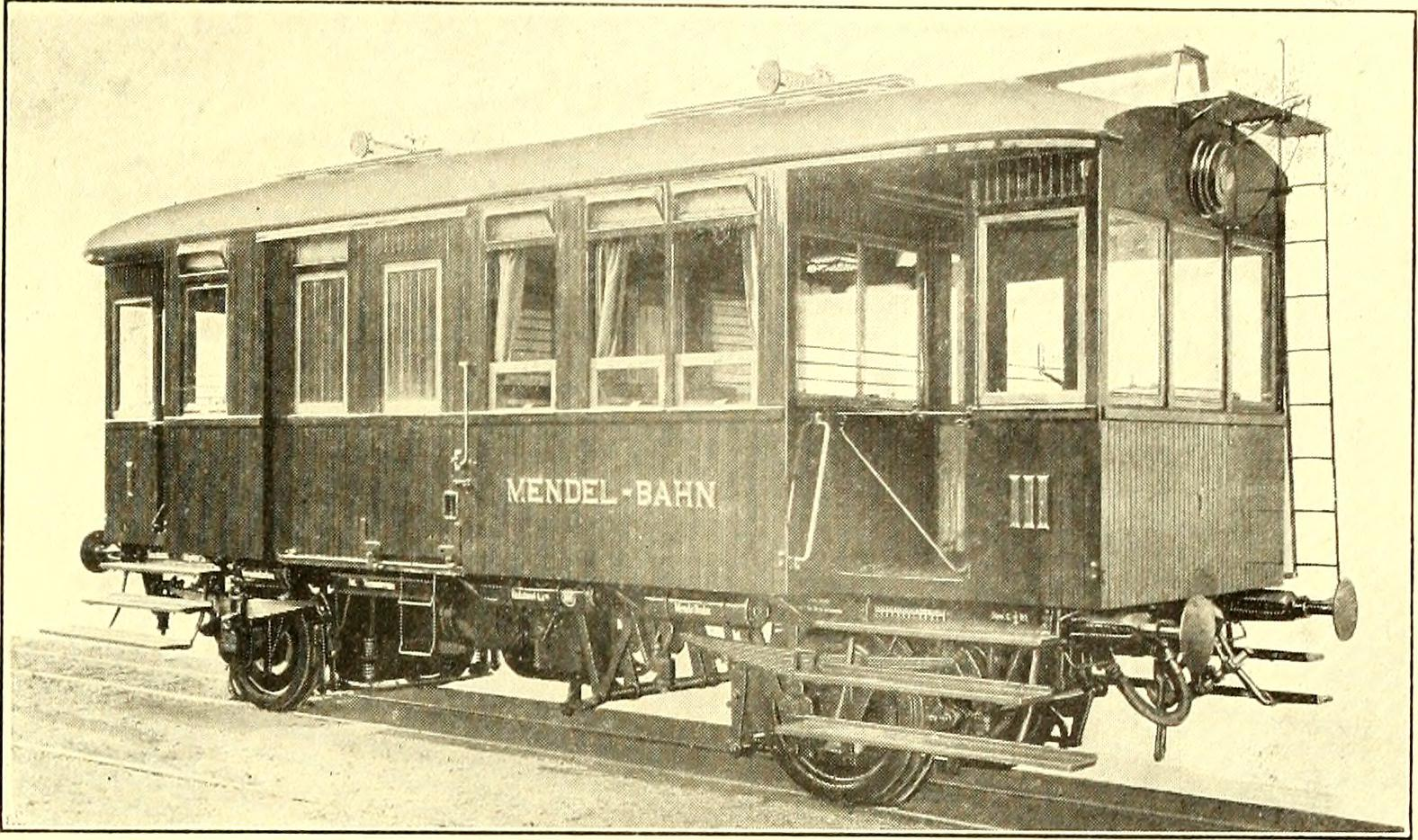
Triebwagen der Mendelbahn (1904)

Triebwagen der Ueberetscherbahn und Mendelbahn

In der ersten Betriebsphase beschaffte die Lokalbahn zwei Dampflokomotiven der Südbahnreihe 32d1.
Im Zuge der späteren Elektrifizierung folgten zwei zweiachsige Triebwagen für die Mendel-Adhäsionsbahn. Diese wurden von der Grazer Waggonfabrik geliefert, die elektrische Ausrüstung entsprach normalen Straßenbahnwagen und stammte von den Österreichischen Siemens-Schuckert-Werken (ÖSSW). Der Achsstand betrug 5,0 Meter, die Fahrzeuge waren über Puffer 9,6 Meter lang und 3,0 Meter breit und boten insgesamt 20 Sitzplätze.
Im Zuge der Elektrifizierung der Überetscher Bahn wurden 1911 zwei weitere gleichartige Triebwagen angeschafft. Diese besaßen nun jedoch eine elektrische Ausrüstung für 1200 Volt der Budapester Firma Ganz & Co., welche auch die beiden älteren Triebwagen erhielten. Der Antrieb erfolgte über zwei Tatzlagermotore mit einer Übersetzung von 1:4,5, welche von einer Schützensteuerung mit einem Steuerstrom von 100 Volt in 10 Fahrstufen angesteuert wurden. Gebremst wurde mit einer Saugluftbremse Bauart Hardy.
Weiters waren vier Personenwagen vorhanden, diese waren jeweils 11,9 Meter über Puffer lang und 3,0 Meter breit. Der Achsstand betrug 6,4 Meter, es konnten jeweils 55 Sitzplätze geboten werden.

## Pläne zur Reaktivierung der Strecke
Nachdem die Trasse viele Jahre dem Verfall überlassen worden war, wurde bis 2010 ein Großteil der Strecke zur Radroute 7 „Bozen–Kaltern“ umgebaut. Heute erfreut sich dieser eines großen Zuspruchs durch lokale Bevölkerung und Touristen. Gleichzeitig sind aber auch Stimmen laut geworden, die die Bahn zurückfordern, um den alltäglichen Pendlerstau in die Stadt Bozen zu mindern. Auf Grund dieser Stimmen wurde im Auftrag der Gemeinden Eppan, Kaltern und Bozen in Zusammenarbeit mit dem Land Südtirol eine Machbarkeitsstudie erstellt, die eine Straßenbahn von Bozen nach Kaltern mit Baukosten zwischen 230 und 250 Millionen Euro als machbar bewertete. Würde die Bahn im Viertelstundentakt auf der gut 15 km langen Trasse verkehren, könnten die Pendlerstaus stark reduziert werden.
Im März 2010 schlug die Leitner AG das Konzept einer seilgezogenen gummibereiften MiniMetro mit zwei Sektionen vor, wie bereits in Perugia umgesetzt. Diese soll im Sieben-Minuten-Takt von Kaltern nach Bozen (Sigmundskron) auf einer rund 9,6 Kilometer langen und teilweise unterirdischen Trasse verkehren. Die erste Sektion würde Kaltern mit Sigmundskron verbinden, die zweite Sektion würde von dort dann zum Verdi-Platz (etwa 5 km) führen. Insgesamt wäre man dann etwa 36 Minuten (20 Minuten Kaltern-Sigmundskron und 16 Minuten Sigmundskron-Verdi-Platz) unterwegs. Das Projekt der Leitner AG würde insgesamt etwa 196 Millionen Euro (inklusive einer Umlaufbahn von der EURAC zur Seilbahn Jenesien) kosten. Die jährlichen Betriebskosten beträgen ca. 9,5 Mio. Euro.
Am 30. Juli 2016 stellte die SAD Nahverkehr im Rahmen einer internationalen Mobilitätstagung in Völs am Schlern ihr Infrastrukturprogramm vor, das neben einer Dolomitenbahn Bozen–Cortina d’Ampezzo auch den Bau einer Tramstrecke zwischen der Talstation der Rittner Seilbahn (Bozen) und der Mendelbahn (Kaltern) vorsah.
Am 11. Dezember 2017 beschloss die Südtiroler Landesregierung den Bau einer neuen Überetscher Bahn in Verknüpfung mit einer Neuauflage der Straßenbahn Bozen. Eine von den Südtiroler Transportstrukturen erarbeitetes Projekt wurde jedoch 2019 in einer beratenden Volksabstimmung in Bozen von 70,2 Prozent der Wähler abgelehnt, womit die entsprechenden Pläne vorerst wieder verworfen wurden.

## Erhaltene Fahrzeuge
Das Technische Museum Wien besitzt eine Originaldampflokomotive der Überetscher Bahn – allerdings in einem späteren Umbauzustand als Stollenlokomotive mit verkleinertem Führerhaus. Die ursprünglich als „Kaltern 1“ bezeichnete Lokomotive wurde 1898 bei der Lokomotivfabrik Krauss Co. in Linz gebaut. Bei der k.k. priv. Südbahngesellschaft wurde sie der Baureihe 32d1 zugeordnet und erhielt die Nummer 1851. 1926 kam sie mit ihrer Schwestermaschine 1852 zur Graz-Köflacher Bahn, wo beide für den Einsatz als Stollenlokomotiven im Pibersteiner Braunkohlebergbau umgebaut wurden. Nach der Schlammkatastrophe 1965 in Köflach hatten die beiden Loks ausgedient, da der Revierstollen überflutet wurde. Die 1852 fand danach noch bis zu deren Einstellung bei der Sulmtalbahn Verwendung, wurde dann an das Gußstahlwerk Judenburg abgegeben und 1975 verschrottet. Die 1851 wurde, nachdem sie fast 20 Jahre am Graz Köflacherbahnhof abgestellt gewesen war, an das Technische Museum Wien abgegeben. Auf Initiative der Steirischen Eisenbahnfreunde wurde die Lokomotive im Jahr 2008 restauriert und anschließend als Denkmal in Bärnbach aufgestellt.

## Galerie

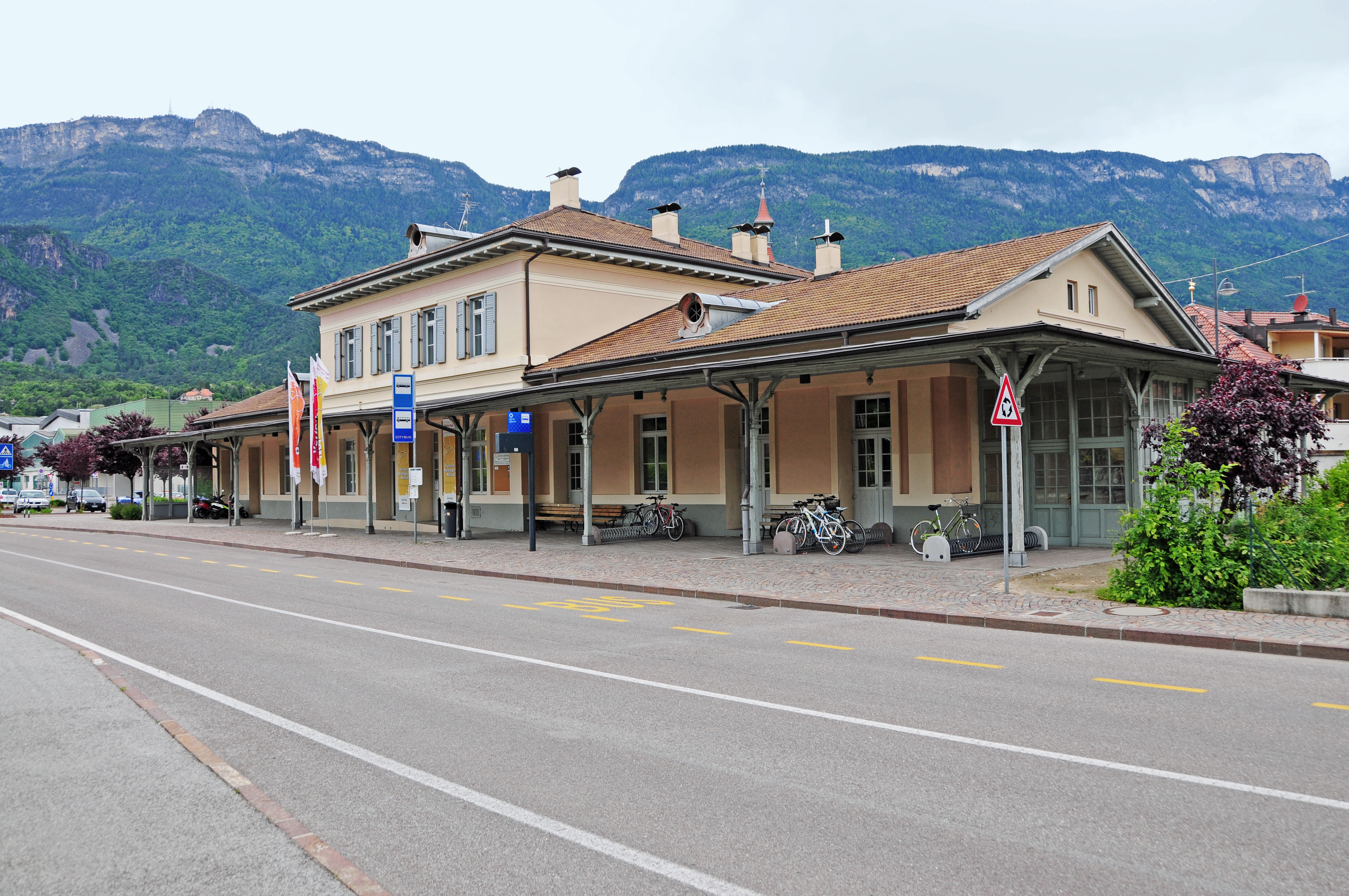
Bahnhof Eppan
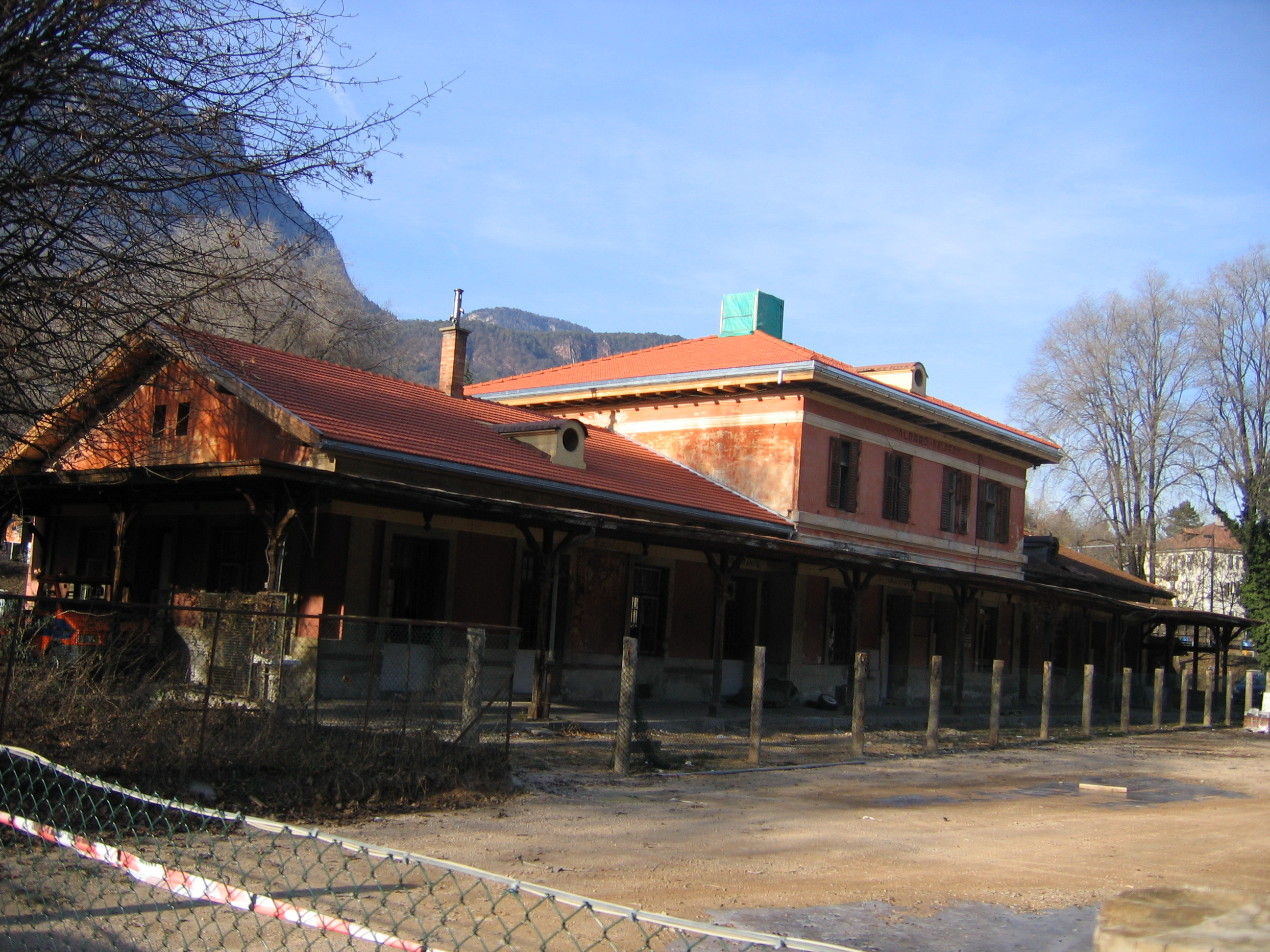
Bahnhof Kaltern
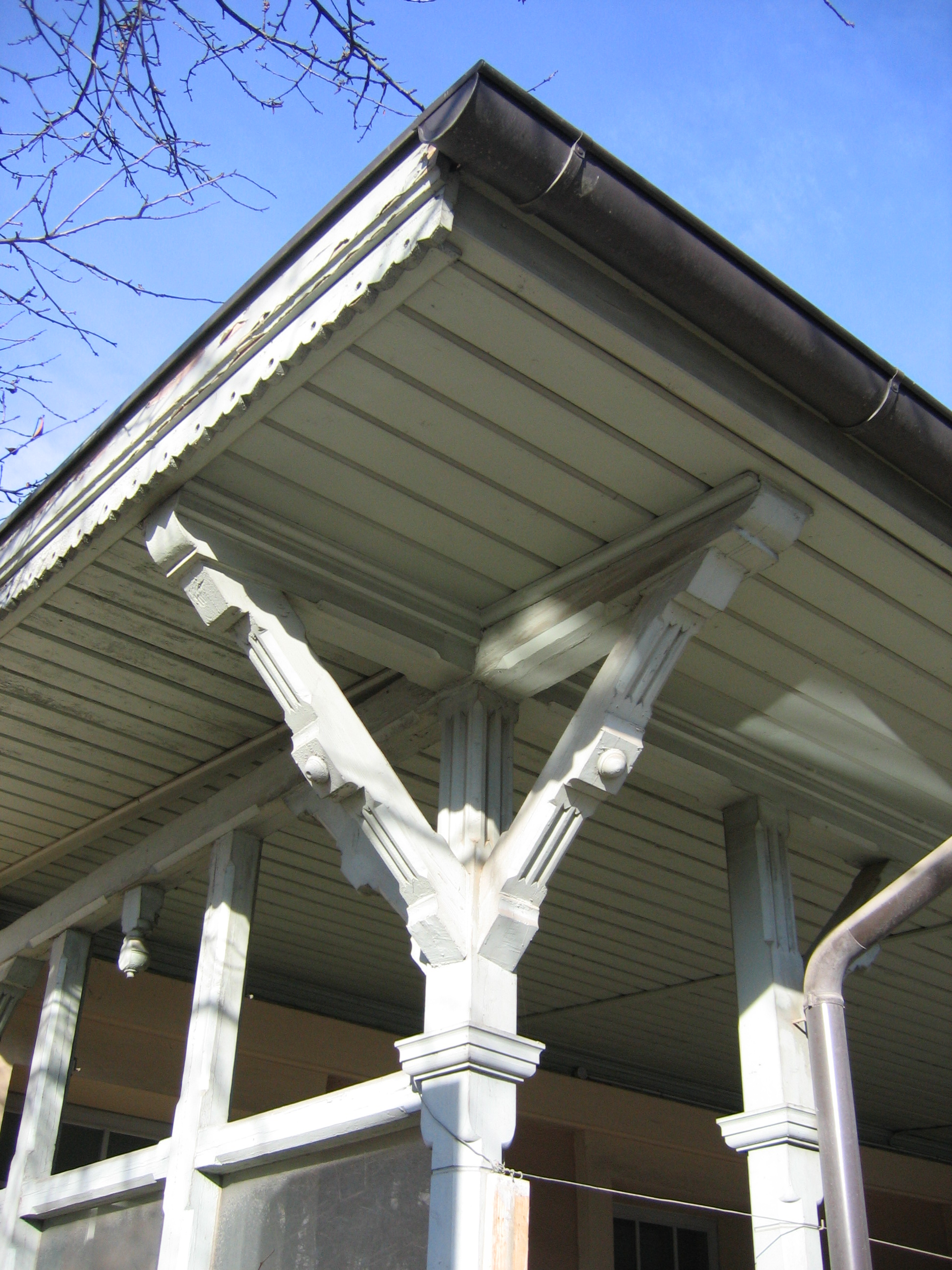
Detail der Überdachung beim Bahnhof Eppan
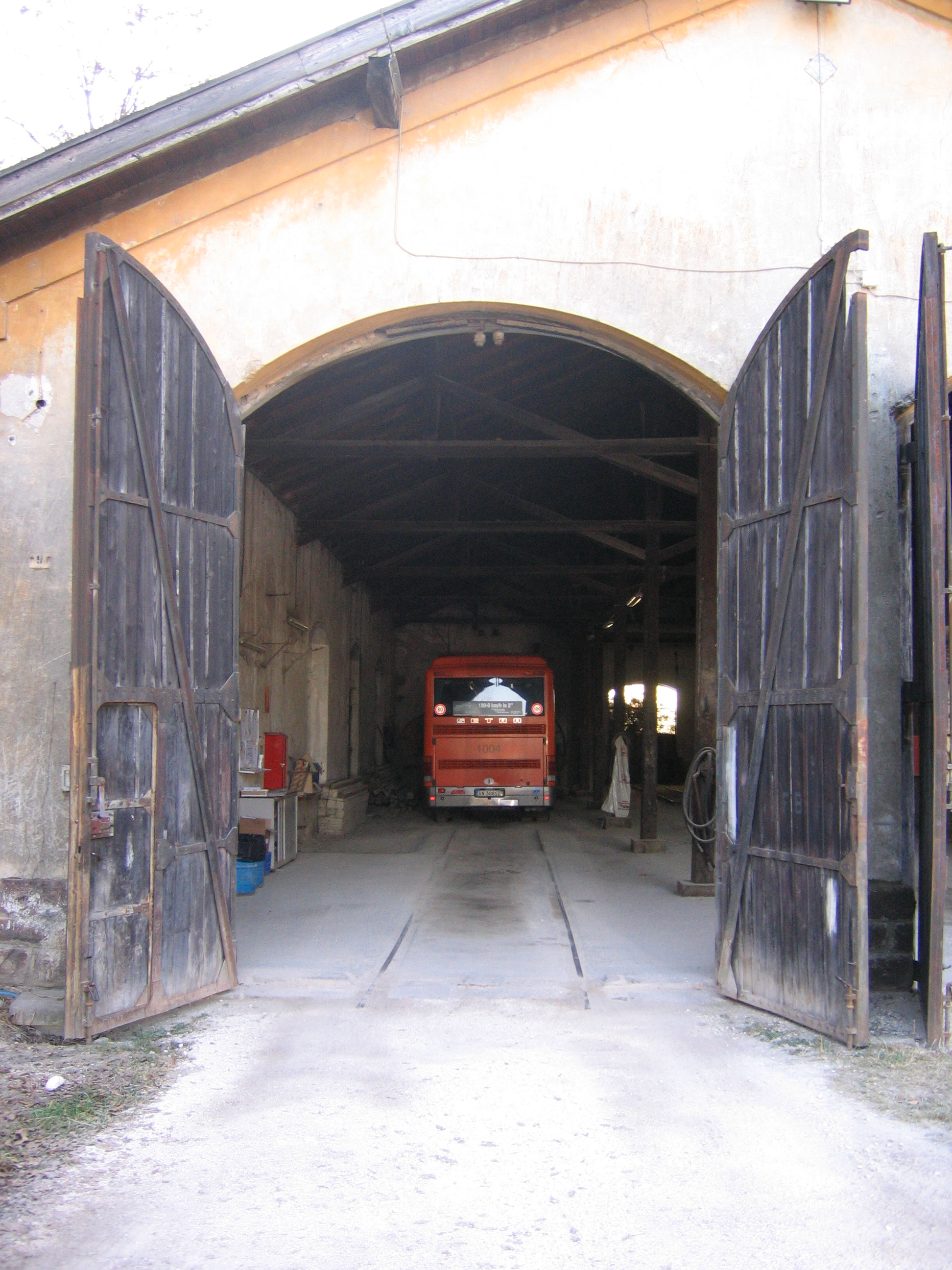
Remise in Kaltern mit Resten des Gleises